# Фори
Фори (фр. Forie) насеље је и општина у централној Француској у региону Оверња, у департману Пиј де Дом која припада префектури Амбер.
По подацима из 2011. године у општини је живело 324 становника, а густина насељености је износила 115,3 становника/km². Општина се простире на површини од | km². Налази се на средњој надморској висини од 530 метара (максималној 800 m, а минималној 527 m).

## Демографија
| 1962. | 1968. | 1975. | 1982. | 1990. | 1999. | 2011. |
| ----- | ----- | ----- | ----- | ----- | ----- | ----- |
| 384   | 383   | 377   | 350   | 396   | 372   | 324   |

График промене броја становника у току последњих година